# Patrick Kakozi Nyambe
Patrick Kakozi Nyambe (* 23. Oktober 2002) ist ein sambischer Leichtathlet, der sich auf den Sprint spezialisiert hat. 2024 siegte er mit der sambischen 4-mal-400-Meter-Staffel bei den Afrikaspielen in Accra. 

## Sportliche Laufbahn
Erste internationale Erfahrungen sammelte Patrick Kakozi Nyambe im Jahr 2022, als er bei den Afrikameisterschaften in Port Louis mit 47,63 s im Halbfinale im 400-Meter-Lauf ausschied und mit der sambischen 4-mal-400-Meter-Staffel in 3:05,53 min gemeinsam mit Muzala Samukonga, Kennedy Luchembe und David Mulenga die Silbermedaille hinter dem Team aus Botswana gewann. Anschließend belegte er bei den Commonwealth Games in Birmingham in 3:04,76 min den fünften Platz im Staffelbewerb. 2024 wurde er bei den Afrikaspielen in Accra in der Mixed-Staffel im Vorlauf disqualifiziert und siegte mit der Männerstaffel in 2:59,12 min und stellte damit einen neuen Spiele- und Landesrekord auf. Im Mai verpasste er bei den World Athletics Relays in Nassau eine Direktqualifikation mit der 4-mal-400-Meter-Staffel für die Olympischen Spiele in Paris. Im Juni gewann er dann bei den Afrikameisterschaften in Douala in 3:02,56 min gemeinsam mit Kennedy Luchembe, David Mulemba und Muzala Samukonga die Bronzemedaille hinter den Teams aus Botswana und Kenia. Anschließend gelangte er bei den Olympischen Sommerspielen in Paris mit 3:02,76 min im Finale auf den achten Platz.

## Persönliche Bestleistungen
- 200 Meter: 20,80 s (+0,6 m/s), 16. Juni 2023 in Jöhvi
- 400 Meter: 45,17 s, 12. März 2023 in Ndola